# St. Johannes Baptist (Bernbach)

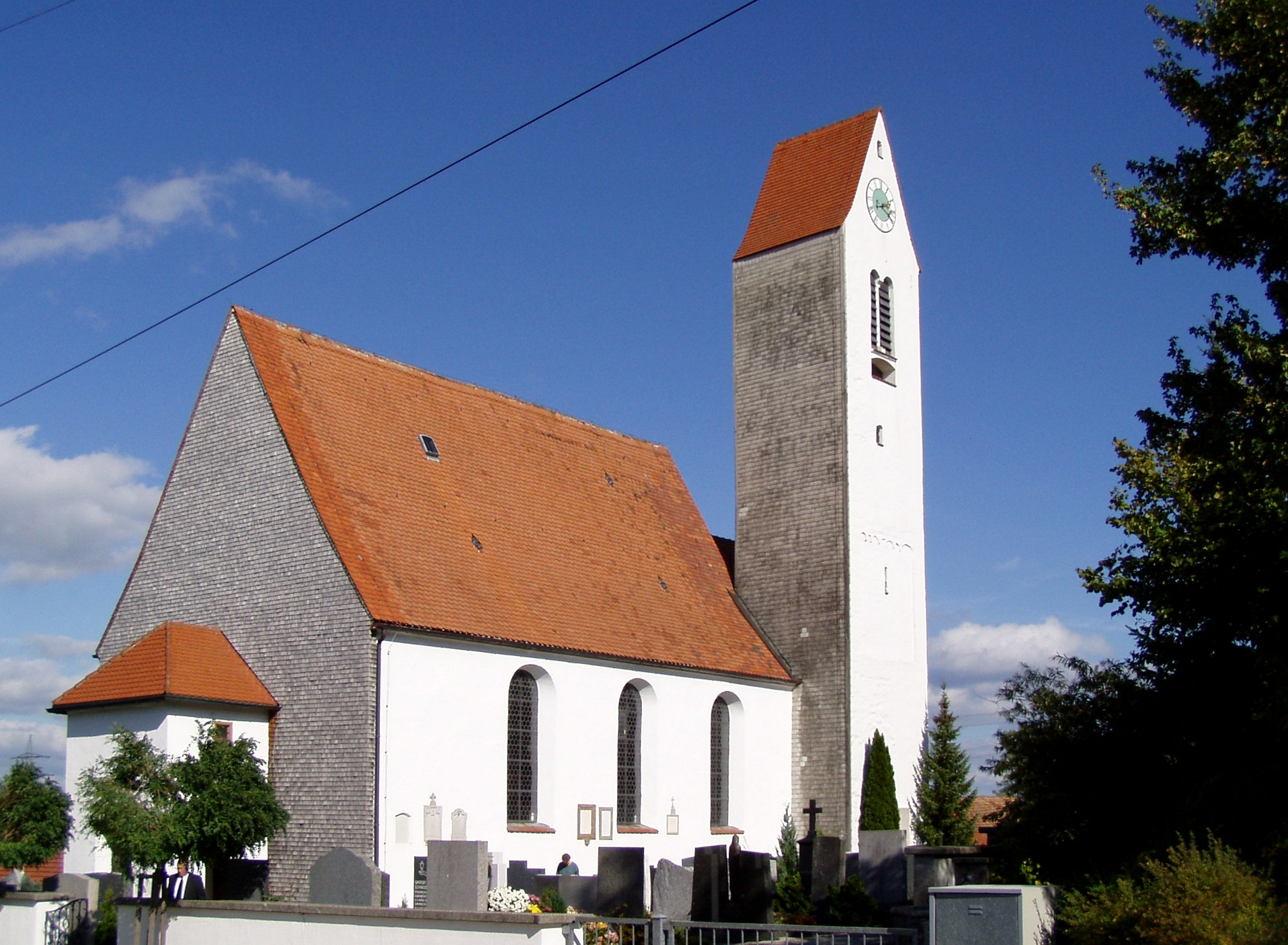
St. Johannes Baptist in Bernbach

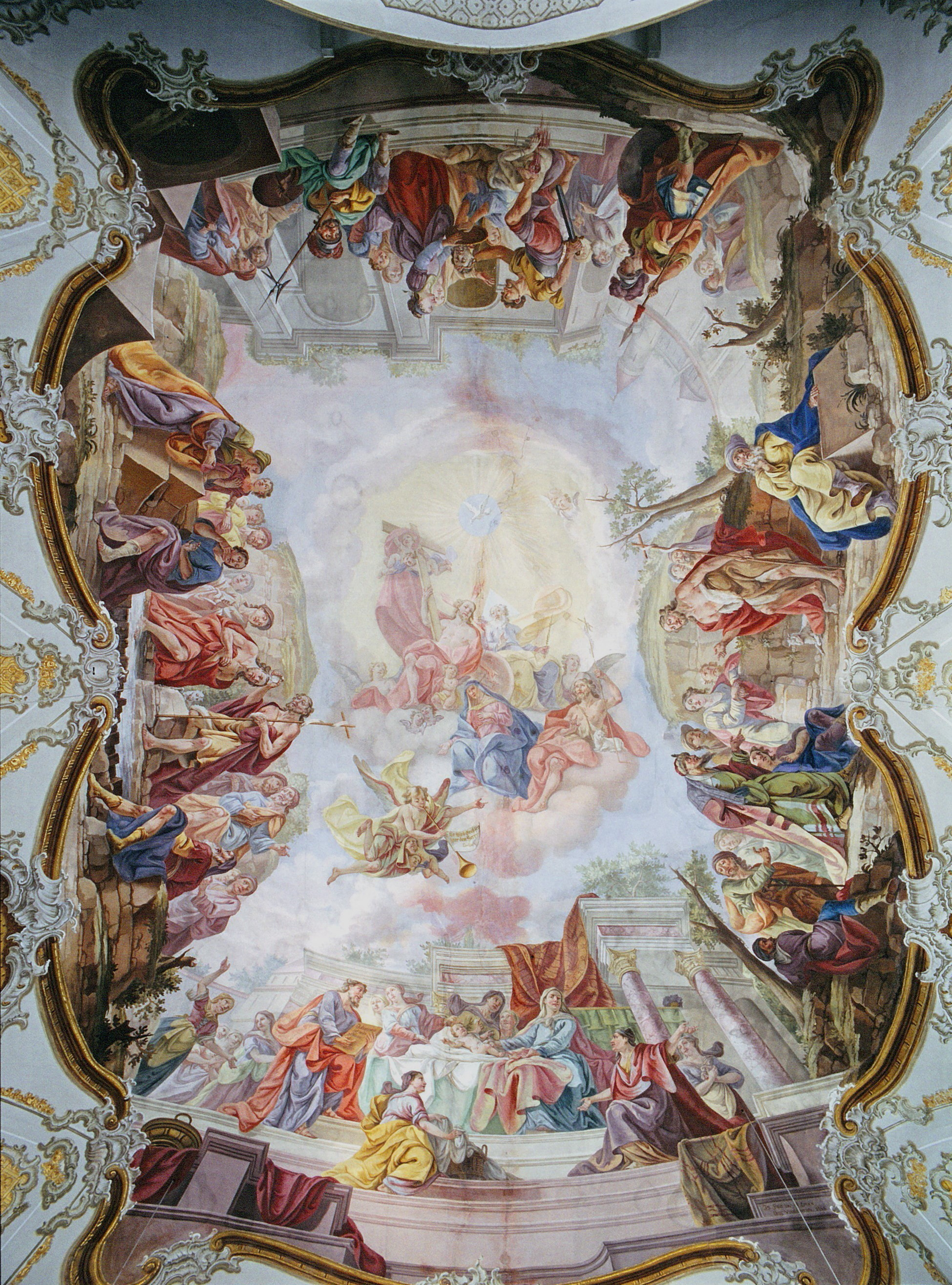
Deckenfresko

Die römisch-katholische Pfarrkirche St. Johannes Baptist steht in Bernbach, einem Gemeindeteil von Bidingen im Landkreis Ostallgäu in Bayern. Das Bauwerk ist in der Liste der Baudenkmäler in Bidingen als Baudenkmal unter der Nr. D-7-77-118-17 eingetragen. Die Kirchengemeinde gehört zum Dekanat Kaufbeuren des Bistums Augsburg.

## Beschreibung
Die mittelalterliche Kirche wurde 1766 umgebaut. Sie besteht aus einem Langhaus, einem eingezogenen, dreiseitig geschlossenen Chor im Osten, einem Chorflankenturm an der Südwand und der Sakristei an der Nordwand des Chors. Der Chorflankenturm wurde zweimal aufgestockt und quer mit einem Satteldach bedeckt. Sein oberstes Geschoss enthält den Glockenstuhl. In den Giebeln befinden sich die Zifferblätter der Turmuhr.
Der Innenraum ist mit einem Stichkappengewölbe überspannt. Die von einem Schüler von Matthäus Günther gestalteten Fresken zeigen im Chor die Marienkrönung und im Langhaus Maria und Johannes den Täufer. Die Statuen, die die Altäre und die Kanzel flankieren, stammen von Johann Richard Eberhard. Im Altarauszug des Hochaltars von 1776 ist der Evangelist Johannes dargestellt.